# 21. ceremonia wręczenia Europejskich Nagród Filmowych
21. ceremonia wręczenia Europejskich Nagród Filmowych miała miejsce w Kopenhadze 6 grudnia 2008 roku. 8 listopada zostały ogłoszone nominacje do nagród.

## Laureaci i nominowani

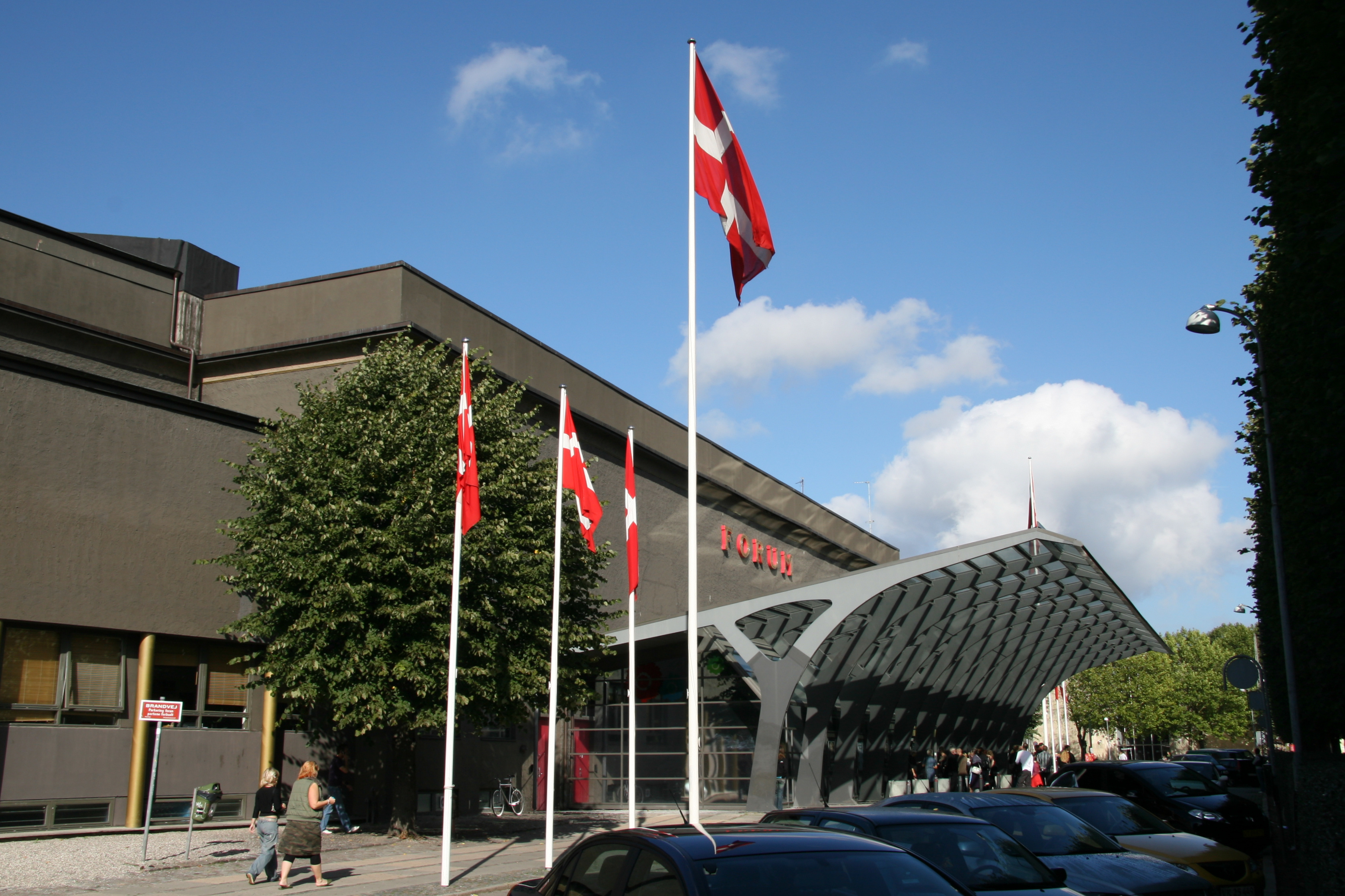
Forum w Kopenhadze, gdzie odbyła się gala rozdania nagród.

Laureaci nagród wyróżnieni są wytłuszczniem

### Najlepszy Europejski Film
- Gomorra, reż. Matteo Garrone
- Boski, reż. Paolo Sorrentino
- Klasa, reż. Laurent Cantet
- Happy-Go-Lucky, czyli co nas uszczęśliwia, reż. Mike Leigh
- Sierociniec, reż. Juan Antonio Bayona
- Walc z Baszirem, reż. Ari Folman

### Najlepszy Europejski Reżyser
- Matteo Garrone − Gomorra
- Laurent Cantet − Klasa
- Andreas Dresen − W siódmym niebie
- Ari Folman − Walc z Baszirem
- Steve McQueen − Głód
- Paolo Sorrentino − Boski

### Najlepsza Europejska Aktorka
- Kristin Scott Thomas − Kocham cię od tak dawna
- Hiam Abbass − Drzewo cytrynowe
- Arta Dobroshi − Milczenie Lorny
- Sally Hawkins − Happy-Go-Lucky, czyli co nas uszczęśliwia
- Belén Rueda − Sierociniec
- Ursula Werner − W siódmym niebie

### Najlepszy Europejski Aktor
- Toni Servillo − Gomorra i Boski
- Michael Fassbender − Głód
- Thure Lindhardt & Mads Mikkelsen − Płomień i Cytryna
- James McAvoy − Pokuta
- Jürgen Vogel − Fala
- Elmar Wepper − Hanami – Kwiat wiśni

### Najlepszy Europejski Operator
- Marco Onorato − Gomorra
- Luca Bigazzi − Boski
- Óscar Faura − Sierociniec
- / Siergiej Trofimow i Rogier Stoffers − Czyngis-chan

### Najlepszy Europejski Scenarzysta
- Maurizio Braucci, Ugo Chiti, Gianni di Gregorio, Matteo Garrone, Massimo Gaudioso i Roberto Saviano − Gomorra
- Suha Arraf i Eran Riklis − Drzewo cytrynowe
- Ari Folman − Walc z Baszirem
- Paolo Sorrentino − Boski

### Najlepszy Europejski Kompozytor
- Max Richter − Walc z Baszirem
- Tuur Florizoone − Moskwa, Belgia
- Dario Marianelli − Pokuta
- Fernando Velázquez − Sierociniec

### Nagroda Prix d’Excellence Europejskiej Akademii Filmowej
- Magdalena Biedrzycka za kostiumy do filmu Katyń
- Márton Ágh za scenografię do filmu Delta
- Laurence Briaud za montaż do filmu Świąteczne opowieści
- Petter Fladeby za dźwięk do filmu O’Horten

### Europejskie Odkrycie Roku
- Głód – Steve McQueen
- Śnieg – Aida Begić
- Książka na wakacje – Seyfi Teoman
- Tulpan – Siergiej Dworcewoj

### Najlepszy Europejski Film Dokumentalny – Prix ARTE
- Rene – Helena Třeštíková
- Durakowo, wioska głupców – Nino Kirtadze
- / Fados – Carlos Saura
- Dzieci. Jak ten czas ucieka – Thomas Heise
- Matka – Antoine Cattin i Pawieł Kostomarow
- / Człowiek na linie – James Marsh
- Rozbitkowie – Gonzalo Arijón
- Obywatel Havel – Miroslav Janek i Pavel Koutecký
- // Cień świętej księgi – Arto Halonen
- Łowca dyktatorów – Klaartje Quirijns

### Najlepszy Europejski Film Krótkometrażowy – Prix UIPu
- Prix UIP Berlin:  Frankie – Darren Thornton
- Prix UIP Wenecja:  The Altruists – Koen Dejaegher
- Prix UIP Gandawa:  Raak – Hanro Smitsman
- Prix UIP Valladolid:  Un bisou pour le monde – Cyril Paris
- Prix UIP Angers:  Procrastination – Johnny Kelly
- Prix UIP Rotterdam:  Joy – Joe Lawlor i Christine Molloy
- Prix UIP Tampere:  Siostry Pearce – Luis Cook
- Prix UIP Kraków:  Time Is Running Out – Marc Reisbig
- Prix UIP Grimstad:  Pożar – Laila Pakalniņa
- Prix UIP Vila do Conde:  Love You More – Sam Taylor-Wood
- Prix UIP Edynburg:  Dwa ptaszki – Rúnar Rúnarsson
- Prix UIP Sarajewo:  Tolerantia – Ivan Ramadan
- Prix UIP Drama:  Türelem – László Nemes
- Prix UIP Cork:  The Apology Line – James Lees

### Nagroda Publiczności (People’s Choice Award)
- Harry Potter i Zakon Feniksa – David Yates
- Rycerz Templariuszy – Peter Flinth
- Pokuta – Joe Wright
- Ben X – Nic Balthazar
- Jeszcze dalej niż Północ – Dany Boon
- Fala – Dennis Gansel
- Sierociniec – Juan Antonio Bayona
- Po prostu razem – Claude Berri
- Miłość z przedszkola – Til Schweiger
- Czyngis-chan – Siergiej Bodrow starszy
- [●REC] – Jaume Balagueró i Paco Plaza
- Saturno contro. Pod dobrą gwiazdą – Ferzan Özpetek

### Nagroda Krytyków – Prix FIPRESCI
- Tajemnica ziarna – Abdel Kechiche

### Europejska Nagroda Filmowa za Całokształt Twórczości
- Judi Dench

### Nagroda za Osiągnięcia w Światowej Kinematografii – Prix Screen International
- Søren Kragh-Jacobsen, Kristian Levring, Lars von Trier i Thomas Vinterberg – autorzy manifestu filmowego Dogma 95